# Rue du clown triste
 (février 2020).
Si vous disposez d'ouvrages ou d'articles de référence ou si vous connaissez des sites web de qualité traitant du thème abordé ici, merci de compléter l'article en donnant les références utiles à sa vérifiabilité et en les liant à la section « Notes et références ».
Pour plus de détails, voir Fiche technique et Distribution.
Rue du clown triste est un court métrage réalisé en 1987 par Guy Thauvette et Marcel Simard. 
Il raconte une journée dans une ruelle à Montréal : la rue du clown triste.
Ce court métrage est distribué par les productions Virage.

## Fiche technique
- Production : Marcel Simard et Pierre Pagé
- Scénariste : Guy Thauvette et Léa-Marie Cantin
- Musique : Vincent Beaulne

## Distribution
- Kim Yaroshevskaya
- Guy Thauvette
- Léa-Marie Cantin
- Benoît Fauteux